# Томас, Раймонд
Раймонд Томас (англ. Raymond A. Thomas) — американский военный деятель, генерал армии США. В прошлом — начальник Главного управления войск специального назначения Министерства обороны США. С июля 2014 года возглавлял Совместное командование специальных операций США.

## Военное образование
- Военная академия США (1980)
- Военно-морской колледж США (1995)[1]
- Военный колледж армии США, Карлайл, Пенсильвания

## Военная карьера
Раймонд Томас окончил Военную академию США в 1980 году. Проходил службу в составе 75-го полка рейнджеров (командир 1-го батальона полка), и в 1-м оперативном отряде Специального Назначения «Дельта». В отряде «Дельта» занимал должности командира разведывательной роты, офицера по оперативным вопросам эскадрона (разведывательного батальона), старшего помощника командира подразделения и командира эскадрона «В» (разведывательного батальона).
Впоследствии занимал также должности командира Объединённой тактической группы Браво (англ. Joint Task Force – Bravo) в Гондурасе, начальника штаба Совместного командования специальных операций США, помощника командира 1-й бронетанковой дивизии по тыловой поддержке (2007—2008), заместителя командующего Совместным командованием специальных операций США (2008—2009), заместителя директора по специальным операциям J-37 Объединённого штаба в составе Комитета начальников штабов ВС США (2009—2010), и заместителя командующего Совместным командованием специальных операций США по операциям (2010—2012).
В июле 2012 года Томас становится командиром Объединённой тактической группы специальных операций «Афганистан» (англ. Special Operations Joint Task Force-Afghanistan), и одновременно, командующим Командования сил и средств специальных операций НАТО в Афганистане. Тем самым, Раймонд Томас фактически возглавил все силы специальных операций США и НАТО в Афганистане. В 2013 он переходит на должность помощника директора ЦРУ по военным вопросам.
С 29 июля 2014 года — командующий Совместным командованием специальных операций США, одного из ключевых подразделений Командования специальных операций США по проведению тайных военных операций против глобального терроризма. С 30 марта 2016 года — начальник Главного управления войск специального назначения Министерства обороны США.

## Участие в военных действиях
Раймонд Томас за время своей службы принимал участие во вторжении американских войск в Панаму в 1989 году, войне в Персидском заливе в 1991 году, Иракской войне в период с 2007 по 2008 год, когда он являлся помощником командира 1-й бронетанковой дивизии по тыловой поддержке в составе многонациональной дивизии — Север, и Войне в Афганистане в период с 2001 по 2007 и с 2008 по 2012 годы, занимая различные должности в подразделениях специальных операций.

## Награды и знаки отличия
- Медаль «За отличную службу» с четырьмя бронзовыми дубовыми листьями
- Орден «Легион почёта»
- Бронзовая звезда с четырьмя бронзовыми дубовыми листьями
- Медаль "Пурпурное сердце"
- Медаль Министерства обороны «За похвальную службу» с двумя бронзовыми дубовыми листьями
- Медаль похвальной службы с двумя бронзовыми дубовыми листьями
- Благодарственная медаль за службу в объединённых органах ВС
- Медаль «За достижения» армии
- Медаль «За службу национальной обороне» с бронзовой звездой за службу
- Экспедиционная медаль вооружённых сил с литерой «Наконечник стрелы» и бронзовой звездой за службу
- Медаль «За службу в Юго-Западной Азии»
- Медаль «За кампанию в Афганистане» с двумя бронзовыми звездами за службу
- Медаль «За Иракскую кампанию» с двумя бронзовыми звездами за службу
- Экспедиционная медаль за войну с глобальным терроризмом с бронзовой звездой за службу
- Медаль за службу в войне с глобальным терроризмом
- Лента армейской службы
- Лента службы за границей с наградной цифрой 4
- Медаль НАТО для бывшей Югославии с бронзовой звездой за службу
- Медаль Освобождения Кувейта (Саудовская Аравия)
- Медаль Освобождения (Кувейт)
- Благодарность армейской воинской части от президента
- Награда за выдающееся единство части с бронзовым дубовым листом
- Награда воинской части за доблесть с бронзовым дубовым листом
- Похвальная благодарность армейской воинской части
- Знак боевого пехотинца со звездой
- Знак мастера-парашютиста с двумя звездами за выполнение прыжков в боевой обстановке
- Знак военного парашютиста затяжных прыжков
- Знак парашютиста ВС Гондураса
- Идентификационный нагрудный знак офицера Объединенного Комитета Начальников Штабов ВС США
- Нарукавная нашивка рейнджера